# Bütykös mechanizmus

Bütykös mechanizmus animációja

A bütykös mechanizmus az egyik folyamatos körmozgást alternáló mozgássá alakító olyan mechanizmus, amelynek kinematikai láncában negyed osztályú pár is van. A leggyakrabban használt bütykös mechanizmus a következő elemekből áll:
- egy tengelyen kialakított tárcsa, melynek alakja eltér a tengellyel koncentrikus hengertől,
- egy csúszka, mely egy vezetékben (vezetőszerkezetben) mozog és egyik végével a bütyköstárcsán támaszkodik, így – a bütyökprofil által megszabottan – követi annak mozgását.

Ennek a mechanizmusnak a feladata, hogy egy állandó szögsebességű tengely mozgása egy másik elem megszabott (esetleg megszakítással kiegészített) alternáló mozgását eredményezze.

Különböző bütykös mechanizmusok

## A bütykös mechanizmus fajtái
Az egyik legegyszerűbb bütykös mechanizmusnál a csúszka egyenes vezetékben mozog és pontszerű csúcsával támaszkodik a bütyök palástjának. Ezt a megoldás a gyakorlatban ritkán alkalmazzák, mert a csúszka hegyes vége erős kopást okoz a bütyök palástján. Ehelyett görgős csúszkát (2) használnak, ennél a görgő középpontjának a pályáján, mint bütyökprofilon mozgó hegyes csúszka kinematikája megegyezik a görgős változatéval.
Ha a csúszka vezetéke függőleges és a csúszka felülről támaszkodik a bütyök palástjára, akkor a csúszkát csak a súlya kényszeríti a bütyökhöz. Ehhez hozzáadódik illetve levonódik a csúszka függőleges mozgása során bekövetkező gyorsulásból származó tehetetlenségi erő. Belátható, hogy ha növekszik a bütyköstengely szögsebessége, egy bizonyos értéknél a csúszka súlya és a tehetetlenségi erő kiegyenlíti egymást, ennél nagyobb szögsebességek esetén a csúszka egy szakaszon elválik a palásttól. Ahhoz, hogy ez ne következzék be, vagy hogy tetszőleges helyzetben is működhessen a mechanizmus, kétféle megoldás használatos. A gyakoribb esetben a csúszkát rugó szorítja a bütyök palástjához (3, 6, 7)). Egyes esetekben azonban a csúszka görgőjét két oldalról támasztja bütyökfelület (5, 7), egyiknek gyorsulás esetén, a másiknak pedig negatív gyorsulás (lassulás) esetén támaszkodik a görgő.
Egyes esetekben csúszka helyett szögemelőt (csukló körül elforduló kart) használnak (3, 4, 5, 6, 7). Rugó alkalmazása ilyen esetben is szükséges. Vannak olyan bütykös mechanizmusok is, melyeknél nem radiális irányban mozog a görgő a bütyköstengelyhez képest, hanem tengelyirányban (7). Ilyenkor, ha képzeletben a bütyök sugarát növeljük, határesetben végtelen nagy sugarú, azaz egyenesvonalú mozgást végző bütyköt kapunk (6). Ettől természetesen nem lehet folytonos mozgást várni, hanem csak lengőmozgást.

## Alkalmazása

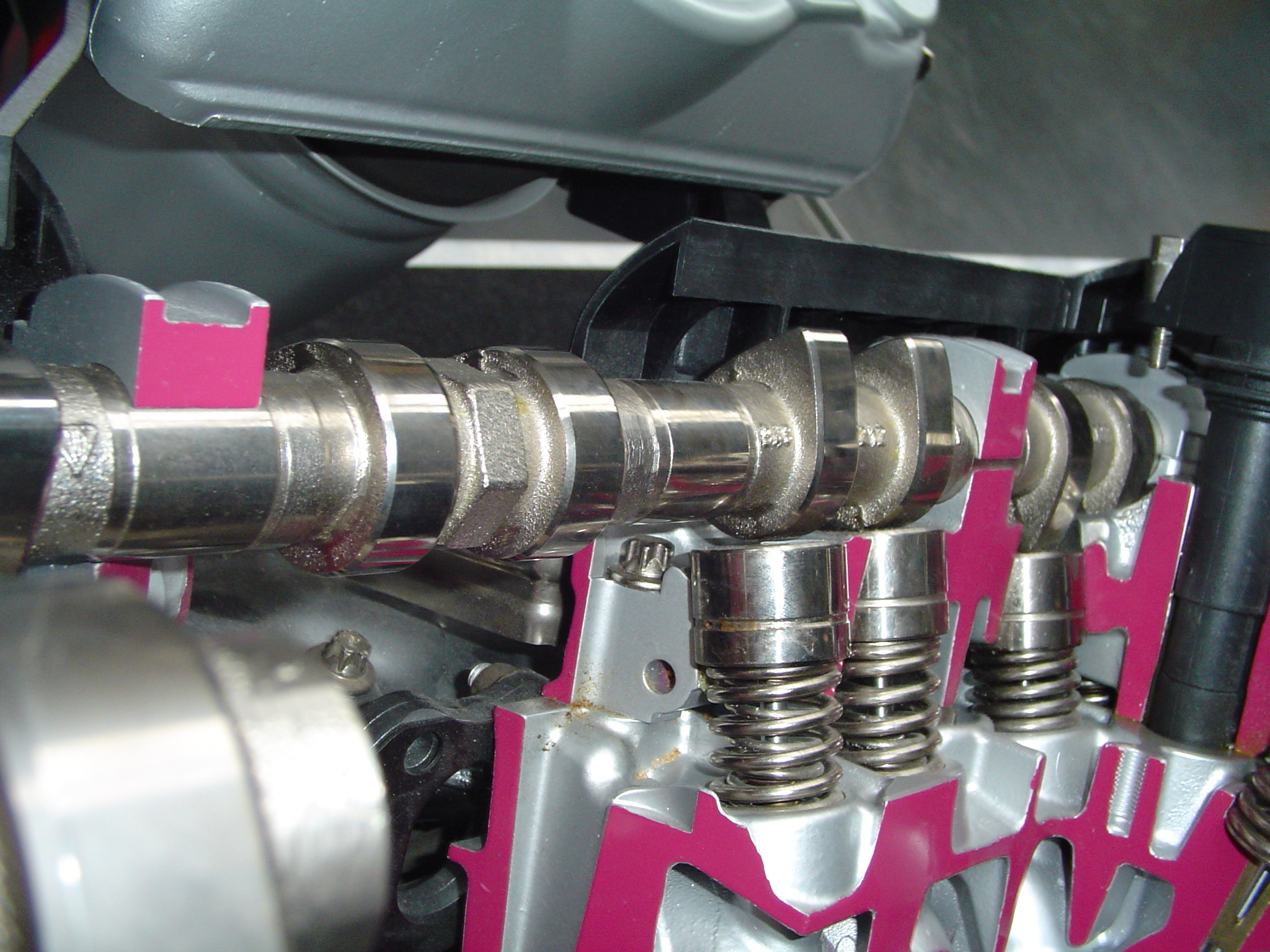
Dugattyús motor szelepvezérlése

A bütykös mechanizmust elterjedten alkalmazzák a műszaki gyakorlatban. Talán legismertebb alkalmazása a négyütemű belsőégésű motorok szelepvezérlése. Itt a vezérmű tengely egy bütyköstengely, melyre vagy csúszkaként, vagy emelőkön és esetleg rudazaton keresztül mozgatott szelepek csatlakoznak.
Egyes elektromechanikus jelfogók  (melyeket pl. felvonókba, szerszámgépekbe, darukba és más gépekbe építenek be) egy görgővel ellátott karos kialakítású billenőkapcsolót tartalmaznak, melyet a gépre szerelt bütyök hoz működésbe. Igen gyakran használt szerkezetek a tömeggyártás célgépeinél használt bütykös mechanizmusok, melyek a gyártás elemi lépésekre lebontott mozgásait vezérlik. Ilyeneket alkalmaznak például izzólámpák tömeges gyártásánál, de igen sok más hasonló helyen is.

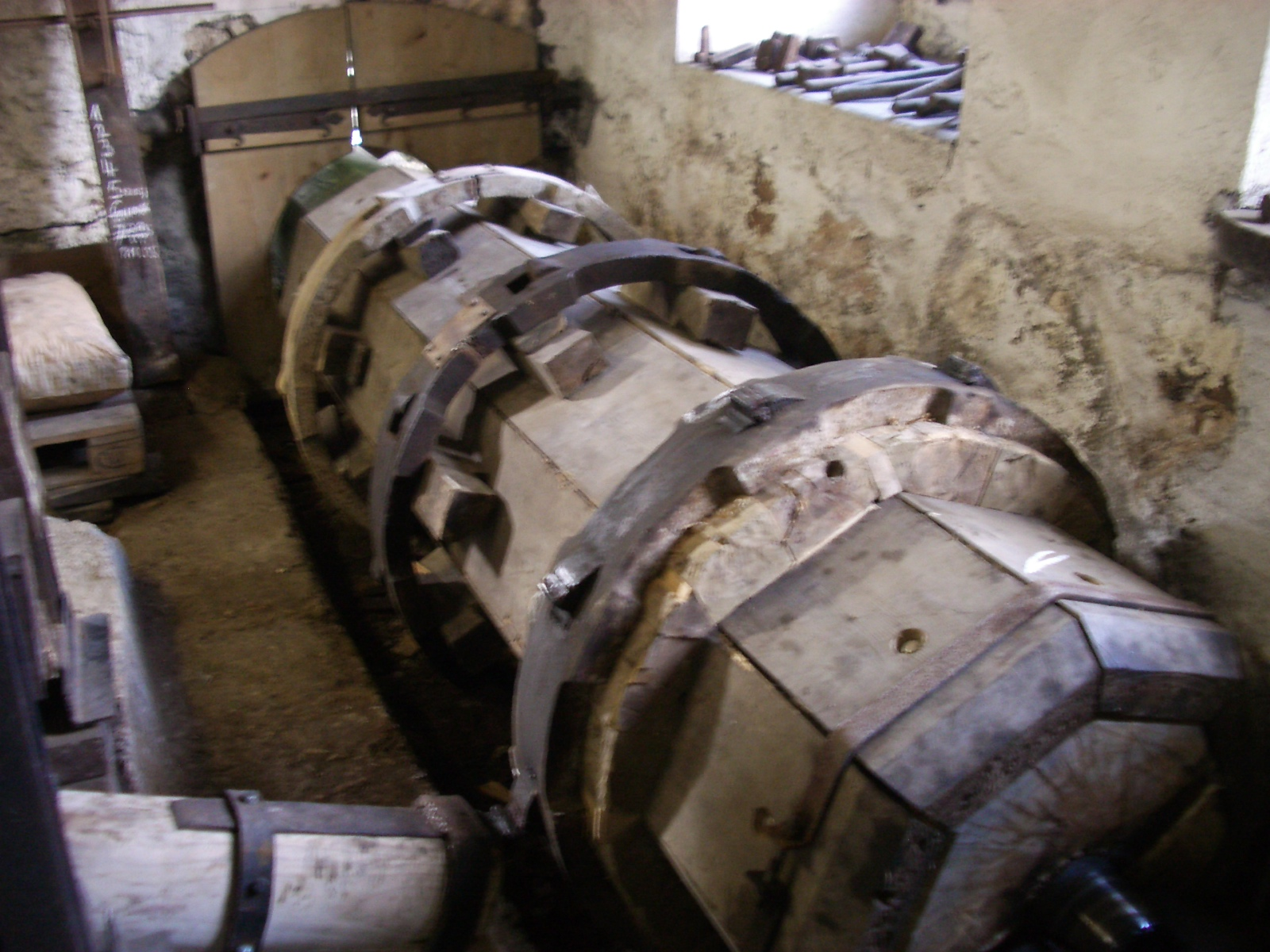
Vashámor bütyköstengelye

## Története
A legrégebbi ismert bütykös mechanizmus egy hellenisztikus vízzel hajtott automatában tűnt fel az i.e. 3. században A közel-keleti Al-Jazari feltaláló egy vízórába épített bütyköstengely leírását tette közzé. A bütyök és bütyköstengely Európában a 14. században jelent meg. Kiterjedten alkalmazták a vashámorokban vízkerékkel hajtott kovácskalapácsokhoz, bányákban ércdarabolóknál, kallómalmokban, fújtatók hajtására.

## Külső hivatkozások
- Mechanizmusok
- [halott link]
- Cam mechanism, Answeres.com (angol)
- Interaktív bütyköstárcsa animáció
- Bütyköstárcsa definíció
- Bütyköstárcsa tervezése (angol)